# Maybach 57S
Maybach 57S (S - Special) — це покращена версія Maybach 57, автомобілі люкс-класу, кількість яких у всьому світі 300 штук. Випускаються у кузові седан. Існує дві версії цієї моделі: перша була випущена у 2005 році потужністю 612 к.с., рестайлінг моделі відбувся у 2010 році (потужність — 630 к.с.).

## Опис
Під капотом Maybach 57S 6.0-літровий V12 двигун з подвійним турбонаддувом на 612 к.с. 100 км/год седан досягає за 5 с., найбільша швидкість автомобіля — 275 км/год. Двигун працює в парі з 5-ступінчатою АКПП. У місті витрачає 24.6 л/100км палива, за містом — 11.8 л/100км, у змішаному циклі — 16.4 л/100км. Привід на задні колеса. 

## Безпека
У 2005 році Maybach 57 пройшов випробування Національною Адміністрацією Безпеки Дорожнього Руху США (NHTSA):
| Фронтальний удар водія | Фронтальний удар пасажира | Боковий бар`єр водія | Боковий бар`єр пасажира | Переворот |
| ---------------------- | ------------------------- | -------------------- | ----------------------- | --------- |
| 8                      | 8                         | 8                    | 8                       | 8         |

## Огляд моделі

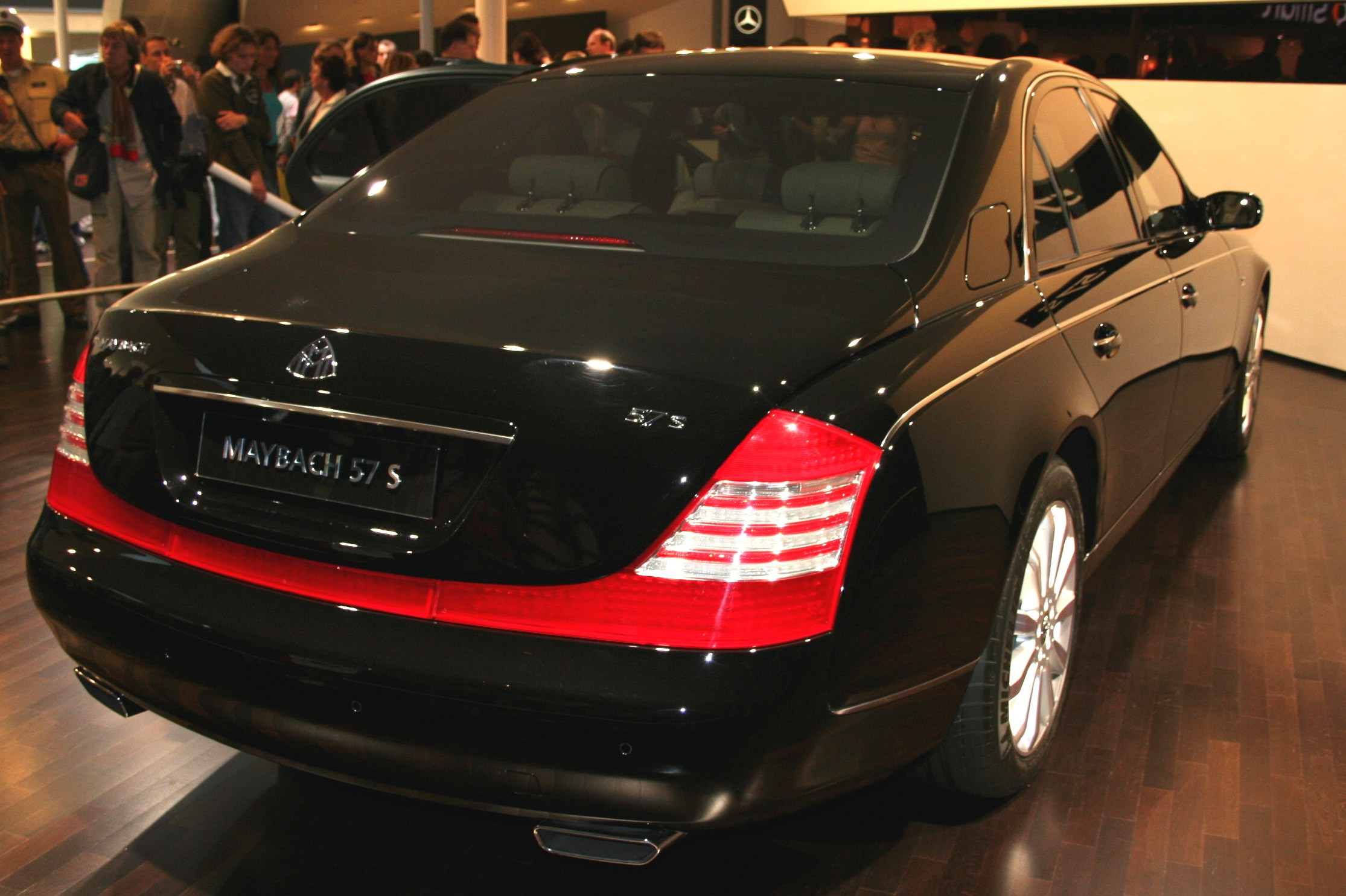
Maybach 57S back (2005)
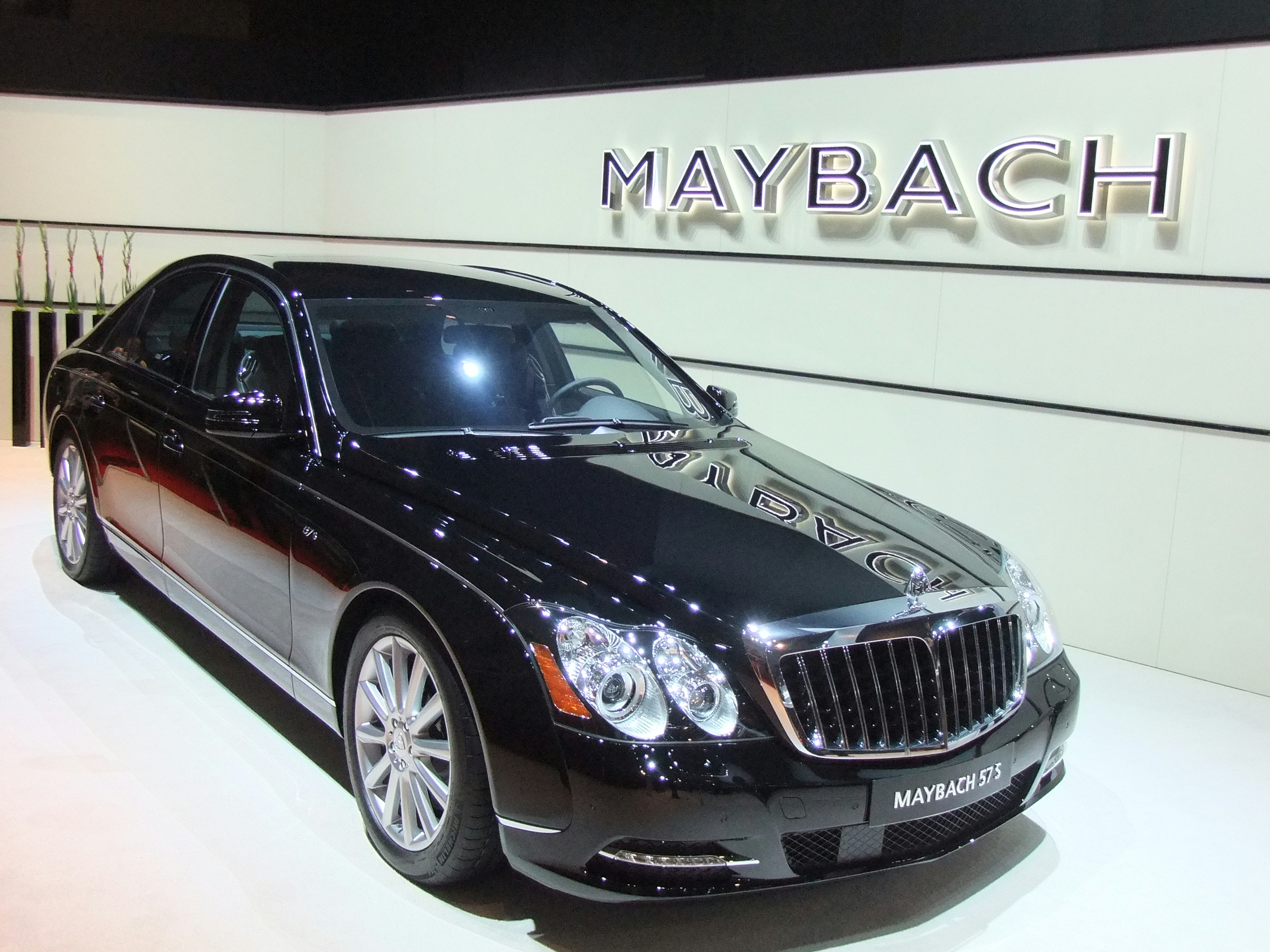
Maybach 57S (2011)
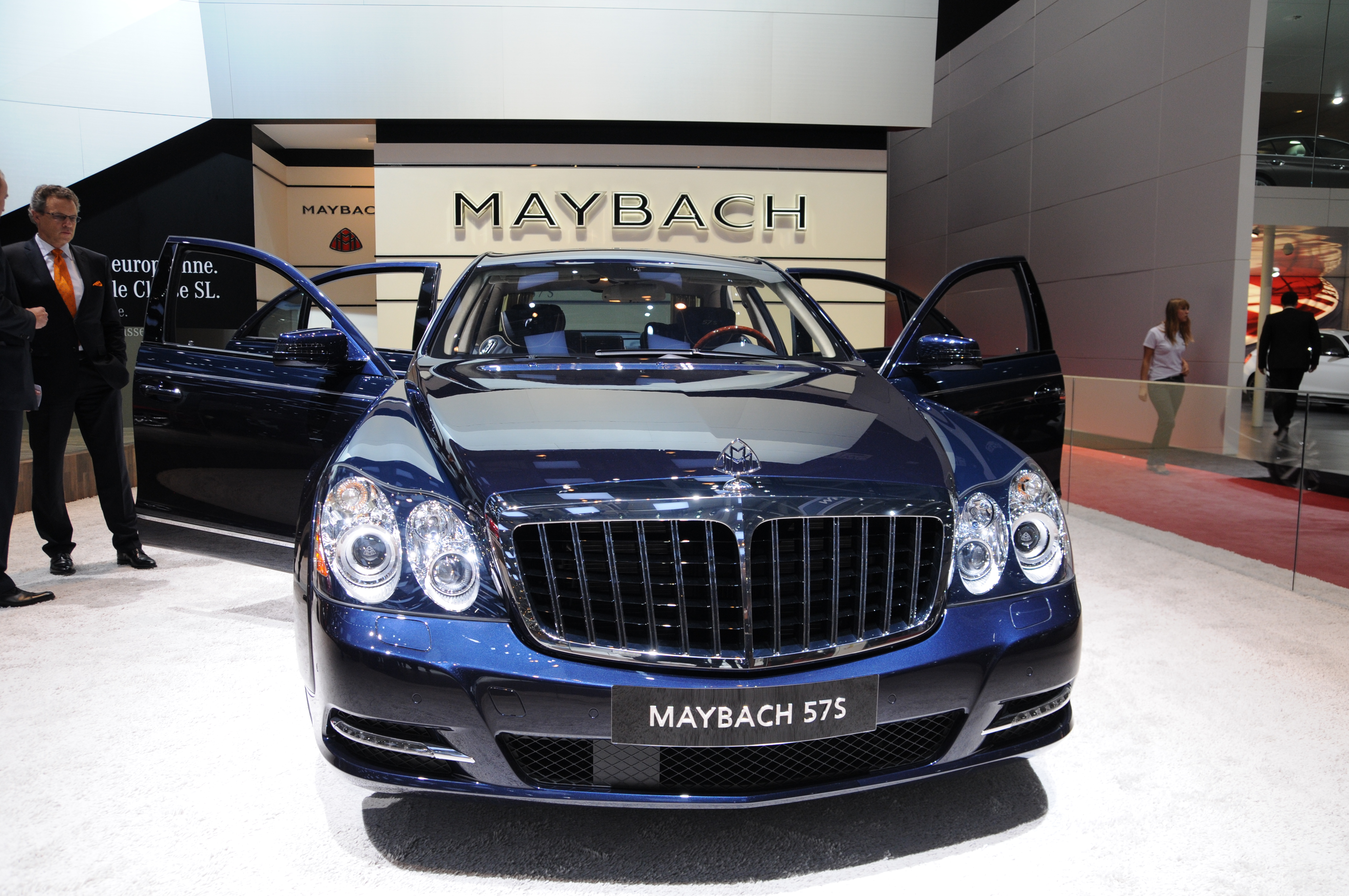
Maybach 57 (2012)